# Библия из Сан-Паоло-фуори-ле-Мура

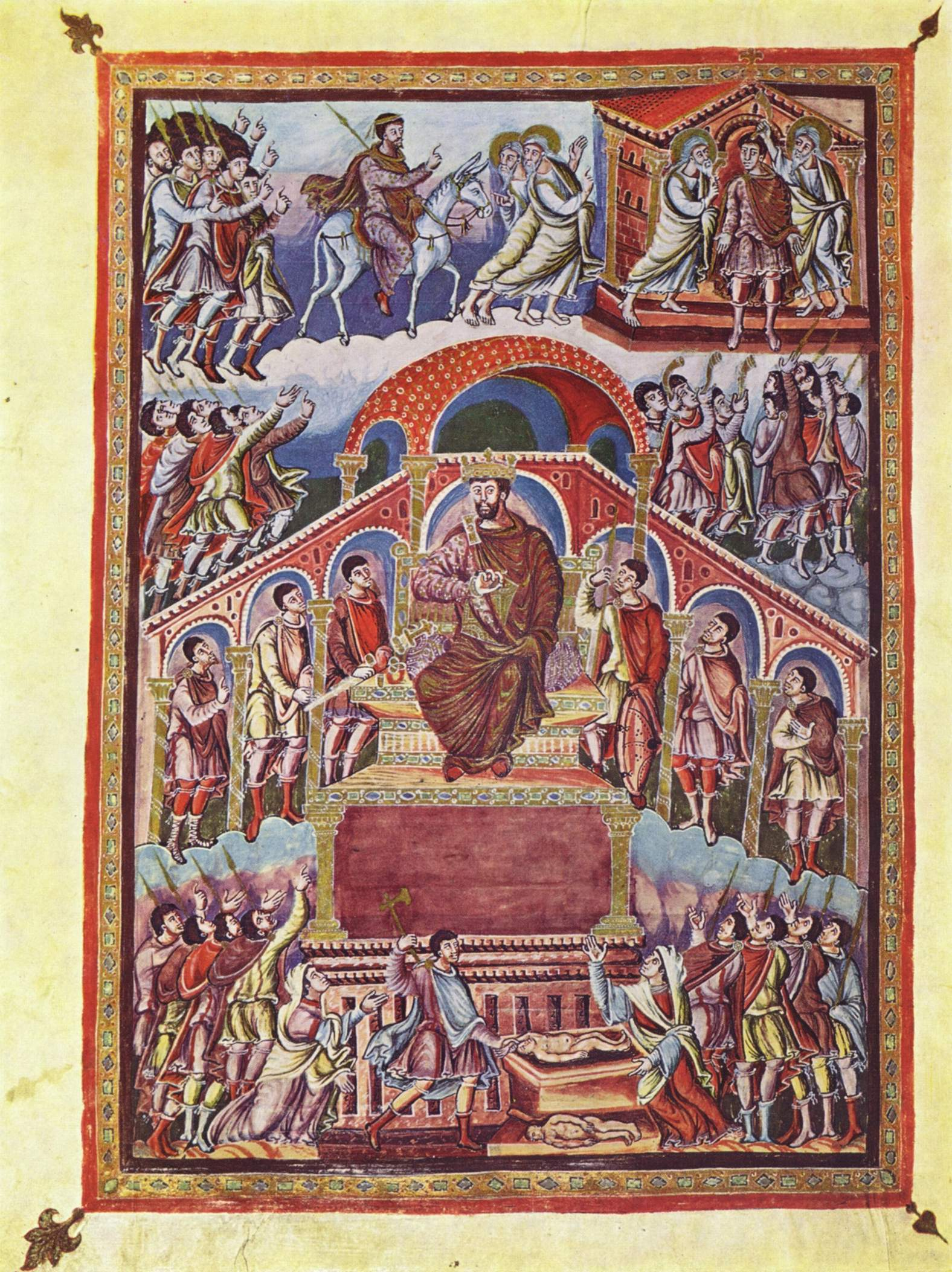
Полностраничная миниатюра с изображением царя Соломона. Лист 180

Библия из Сан-Паоло-фуори-ле-Мура (фр. Bible de Saint-Paul-hors-les-Murs) — иллюминированная рукопись Библии, памятник книжного искусства Каролингского возрождения. Хранится в аббатстве Сан-Паоло-фуори-ле-Мура. Рукопись была создана, предположительно, в Реймсе, и в 875 году подарена королём Карлом Лысым Папе Римскому Иоанну VIII. Григорий VII передал рукопись бенедиктинскому аббатству Сан-Паоло-фуори-ле-Мура, в котором она и хранится, никогда не покидая его пределов, и очень редко выставляясь для публики. В 1646 году рукопись заново переплели в сафьян, в 1970 году манускрипт был отреставрирован.
В прологе автором-исполнителем назван монах Ингоберт (других упоминаний о нём не сохранилось), предположительно он был родственником реймсского епископа Гинкмара. Рукопись на 337 листах содержит 24 полностраничные миниатюры (1 утрачена), 4 таблицы канонов, 35 миниатюр на полях, 91 инициал, выполненные в технике хризографии на пурпурном пергаменте, пурпуром окрашена только зона письма. После переплёта в 1646 году листы были обрезаны, сейчас их формат составляет 448×355 мм. Рукопись выполнена каролингским минускулом в два столбца, инициалы и посвящения — капитальным рустичным письмом.